# Габі Кастро
Габі Кастро (ісп. Gaby Castro; нар. 11 липня 1966) — колишня аргентинська тенісистка.
Найвищу одиночну позицію світового рейтингу — 230 місце досягла 18 липня 1988, парну — 73 місце — 16 липня 1990 року.
Найвищим досягненням на турнірах Великого шолома було 3 коло в парному розряді.

## Фінали Туру WTA

### Парний розряд (0–1)
| Результат | Дата          | Турнір                   | Покриття | Партнерка        | Суперниці                      | Рахунок  |
| --------- | ------------- | ------------------------ | -------- | ---------------- | ------------------------------ | -------- |
| Поразка   | 17 липня 1989 | Estoril Open, Португалія | Ґрунт    | Кончита Мартінес | Іва Бударжова Регіна Райхртова | 2–6, 4–6 |

## Фінали ITF
| Турніри $25,000 |
| Турніри $10,000 |

### Одиночний розряд (0–2)
| Результат | Ранг | Дата              | Турнір                  | Покриття | Суперниця        | Рахунок       |
| --------- | ---- | ----------------- | ----------------------- | -------- | ---------------- | ------------- |
| Поразка   | 1.   | 29 листопада 1987 | Буенос-Айрес, Аргентина | Ґрунт    | Крістіна Тессі   | 3–6, 1–6      |
| Поразка   | 2.   | 30 травня 1988    | Адрія, Італія           | Ґрунт    | Інмакулада Варас | 5–7, 6–3, 3–6 |

### Парний розряд (3–4)
| Результат | Ранг | Дата            | Турнір                | Покриття | Партнерка        | Суперниці                         | Рахунок       |
| --------- | ---- | --------------- | --------------------- | -------- | ---------------- | --------------------------------- | ------------- |
| Поразка   | 1.   | 24 серпня 1987  | Порту, Португалія     | Ґрунт    | Ана Сегура       | Ханет Соуто Ніноска Соуто         | 6–4, 2–6, 0–6 |
| Перемога  | 1.   | 31 серпня 1987  | Vilamoura, Португалія | Ґрунт    | Ана Сегура       | Сандрін Жаке Andrea Martinelli    | 6–2, 6–1      |
| Поразка   | 2.   | 21 березня 1988 | Реймс, Франція        | Ґрунт    | Ана Сегура       | Лусіана Телла Андреа Віейра       | 3–6, 7–5, 2–6 |
| Поразка   | 3.   | 4 квітня 1988   | Барі, Італія          | Ґрунт    | Ана Сегура       | Міхаела Фріммерова Петра Лангрова | 4–6, 5–7      |
| Поразка   | 4.   | 15 серпня 1988  | Кальтаджіроне, Італія | Ґрунт    | Ана Сегура       | Ханет Соуто Тітія Вілмінк         | 4–6, 2–6      |
| Перемога  | 2.   | 18 червня 1989  | Модена, Італія        | Ґрунт    | Кончита Мартінес | Debora Garat Флоренсія Лабат      | 6–3, 6–2      |
| Перемога  | 3.   | 26 червня 1989  | Ареццо, Італія        | Ґрунт    | Кончита Мартінес | Енн Гросбек Їда Ей                | w/o           |